# Acanthoideae
Sous-famille
Les Acanthoideae sont une sous-famille de plantes à fleurs de la famille des Acanthaceae.

## Liste des sous-taxons
Tribus:
- Acantheae
- Andrographideae
- Barlerieae
- Justicieae
- Neuracantheae
- Physacantheae
- Ruellieae
- Whitfieldieae

## Publication originale
- (en) Eaton A., 1836. Eatons’ Botanical Grammar and Dictionary, modernized down to 1836: published for a companion of Steeles’s seventh edition of the Manual of Botany. Ed. 4. Albany: O. Steele. 125 pp. description à la page 33.